# Barajul Stânca–Costești
Barajul Stânca–Costești a fost construit pe râul Prut, la hotarul României cu Republica Moldova, odată cu construcția centralei hidroelectrice omonime. Barajul formează lacul de acumulare cu același nume care are o suprafață de 59 km²  (este cel mai mare lac de acumulare din România).

## Istoric
La construcția barajului Stânca–Costești, partea română a fost nevoită să strămute șapte sate, iar RSS Moldovenească 11 sate.
Barajul a fost dat în folosință pe 1 august 1978.

## Rolul rutier
Înainte de Al Doilea Război Mondial, 27 de poduri au legat malurile Prutului între teritorile care astăzi aparțin Republicii Moldova și României.
De asemenea, Stânca–Costești este un punct de trecere a frontierei între România și Republica Moldova.